# Кардаїловська сільська рада
Кардаї́ловська сільська рада (рос. Кардаиловский сельский совет) — сільське поселення у складі Ілецького району Оренбурзької області Росії.
Адміністративний центр та єдиний населений пункт — село Кардаїлово.

## Населення
Населення — 2338 осіб (2019; 2555 в 2010, 3053 у 2002).